# 柳谷 (鹿屋市)

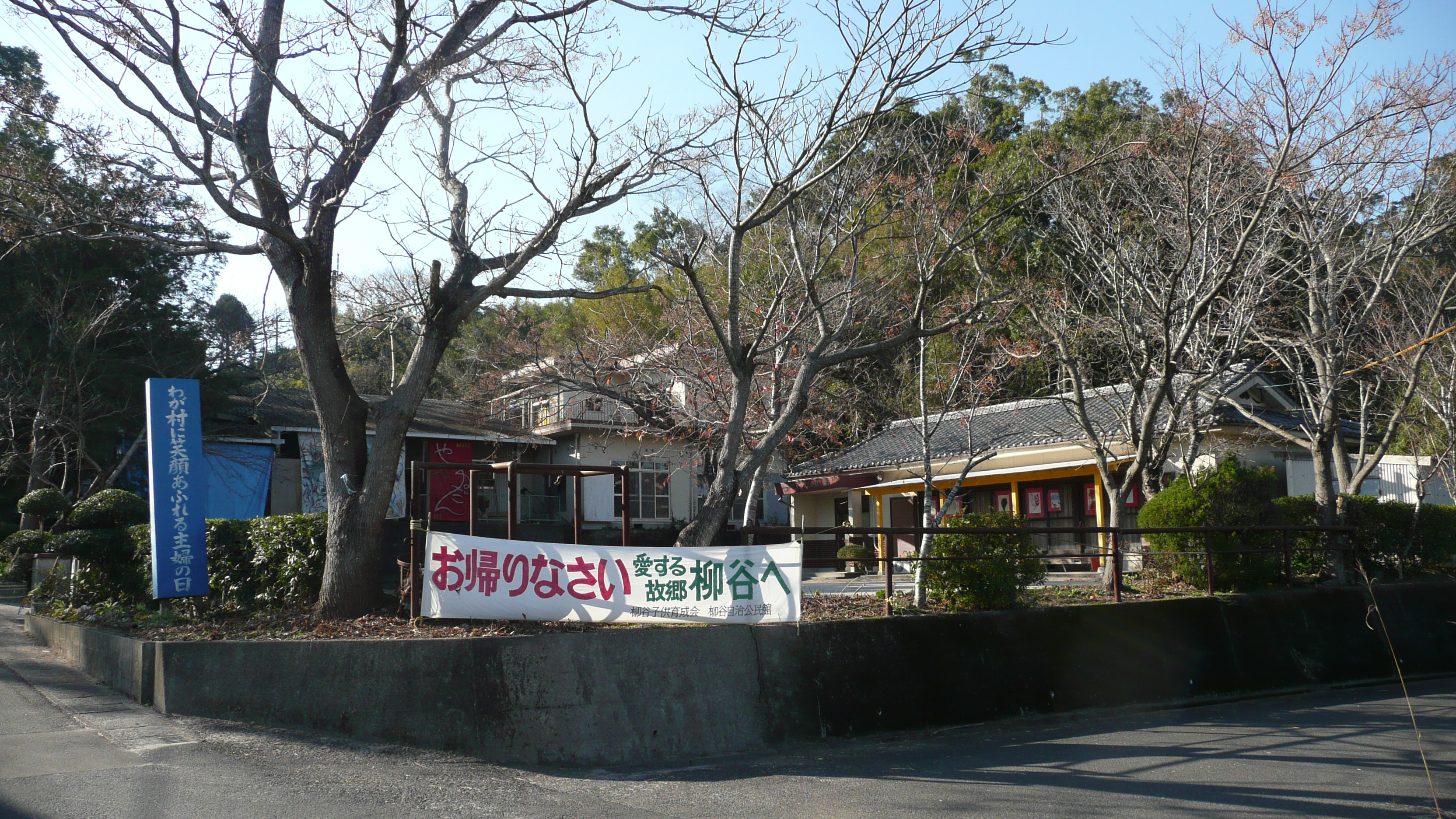
柳谷自治公民館

柳谷（やなぎだに）は、鹿児島県鹿屋市串良町上小原にある集落。約300人が居住。通称やねだん。
サツマイモ（地元では「カライモ」と呼称）や焼酎といった加工品、土着菌や手打ちそばなどの販売により集落独自の財源を築いた。このことから地域活性化の一例として全国的に注目されている。

## 地理
鹿屋市東部、串良町上小原の南東に位置する。標高は約20 - 35メートル。肝属平野に位置し、大部分をシラス台地の笠野原台地が占める。集落中心部には肝属川支流の柳谷川が流れる。

## 歴史
1998年に「東京ドームでイチローの試合を観戦する」のを目標として、休耕畑を高校生とともにサツマイモ畑に変えたことから現在のやねだんが始まる。このときの収益は33万円で、東京ドームではなく福岡ドームで試合を観戦した。この後、サツマイモの栽培は集落総出の事業と発展していく。当初はデンプン用として出荷していたが、2003年からは焼酎「やねだん」として加工することにより収入が増加、2006年は余剰金が498万円となり、全世帯（122世帯）に1万円のボーナスが出るまでになった。
2000年には地域の子ども向けに「寺子屋」を開設している。

## 人口
出典は現地（土着菌センター）の『柳谷人口予想』より。2007年はUターン現象や後述の「迎賓館」事業の効果により増加に転じた。高齢化率は3割を超える。
| 年     | 人口  |
| ------ | ----- |
| 1998年 | 325人 |
| 2000年 | 319人 |
| 2002年 | 305人 |
| 2004年 | 292人 |
| 2006年 | 285人 |
| 2007年 | 301人 |

## 産業
農業、特に畜産が中心。ふん尿の臭いは土着菌により打ち消される。

## 通信
柳谷集落内には有線放送設備があり、1988年から午前6時30分に集落放送が流されている。父の日・母の日・敬老の日には出身者からのメッセージが放送される。
地上波放送は鹿児島県内の放送局に加え、宮崎県内の放送局の視聴も可能。携帯電話はNTTドコモ・au・ソフトバンクモバイルは利用できる。PHS（ウィルコム）の利用は不可能。

## 迎賓館

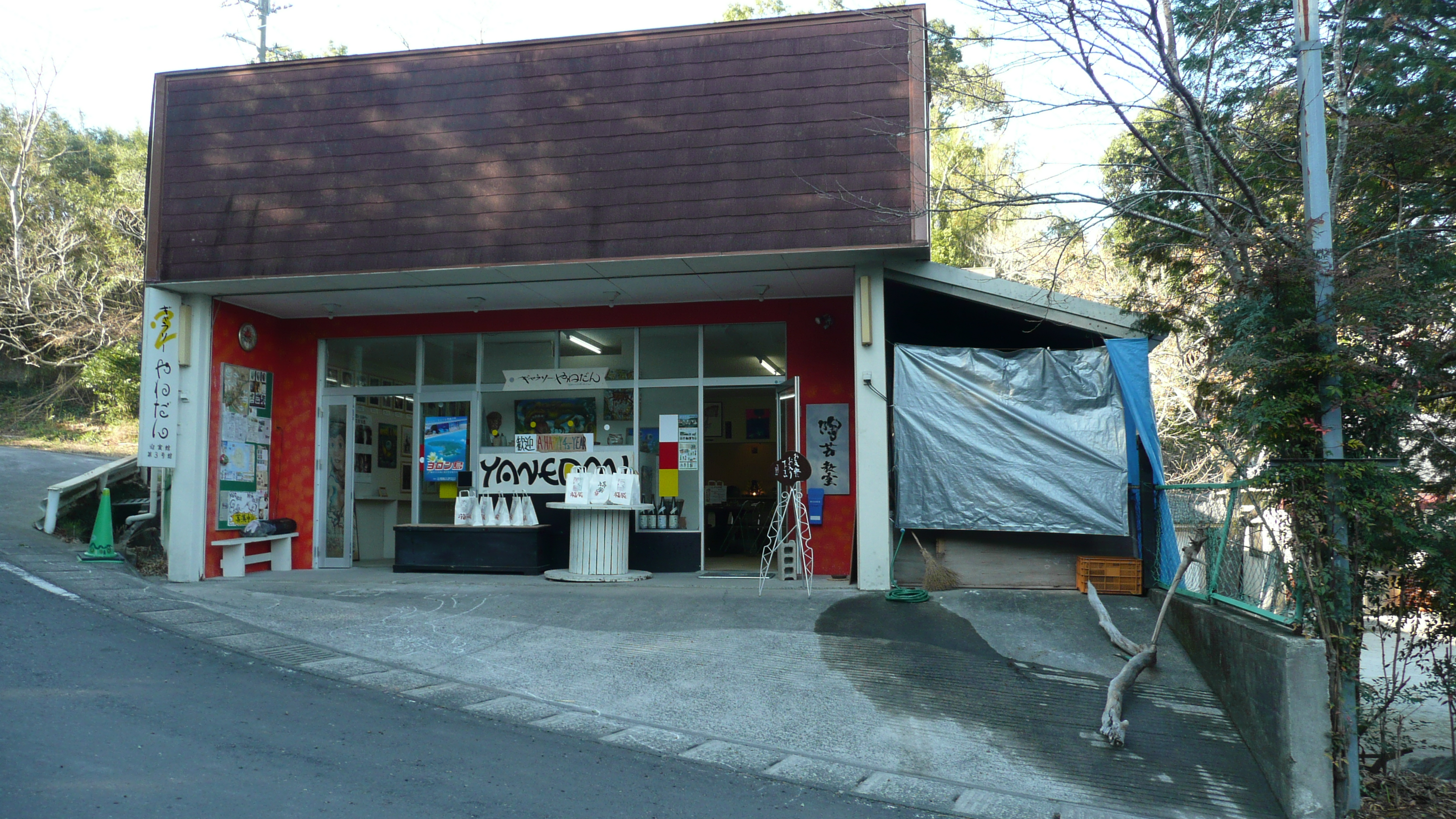
ギャラリーやねだん

迎賓館（げいひんかん）は、集落内の空き家を修復した施設。高齢化に伴う空き家率の上昇への対策として2006年から事業が開始された。
日本各地から移住した芸術家が居住している。芸術家の作品は、閉店したスーパーマーケットを改装した「ギャラリーやねだん」などで展示されている。